# Alberto Zorzi
Alberto Zorzi (Treviso, 24 settembre 1990) è un rugbista a 15 italiano, militante come utility back nel Casale in serie B.

## Biografia
Zorzi è cresciuto nel Ruggers Tarvisium, nel 2009 è stato ingaggiato dal Veneziamestre, per poi trasferirsi nella stagione successiva al Rovigo.
Dopo tre stagioni con i rodigini, e dopo un brutto infortunio al ginocchio sinistro, è stato ingaggiato, nel 2013, dai campioni d'Italia del Mogliano, dove non fa nemmeno in tempo a giocare, che sfortunatamente per la seconda, volta si un infortunio allo stesso ginocchio, ciò gli vale la riconferma nel club.
Dopo essere tornato a "casa" nelle file del rugby Tarvisium, in cui rimane per tre anni, sposa la causa casalese, dove attualmente gioca.
Ha preso parte a tutte le nazionali giovanili, gioca inoltre con la Nazionale di rugby a 7.